# Bernardo Matić
Bernardo Matić (Sinj, 1994. július 27. –) horvát profi labdarúgó, a magyar élvonalbeli Kisvárda csapatának játékosa.

## Pályafutása

### Klubcsapatokban
Matić szülővárosában, a Junak Sinj és a Hajduk Split akadémiáin nevelkedett, najd a 2011–2012-es bajnokságban debütált a Junak felnőtt csapatában. 2013-ban csatlakozott az NK Zagrebhez. 2017. február 17-én egy évre szóló szerződést írt alá a HNK Rijekával.
2017 júliusában kölcsönadták a a boszniai élvonalbelban szereplő Široki Brijegnek. 2018 júniusában kétéves szerződést írt alá a klubbal.
2020. október 11-én Matić elhagyta a Široki Brijeget, és aláírt a spanyol Segunda División B-ben, azaz a harmadosztályban szereplő Racing de Santanderhez.
2024. január 15-én a magyar élvonalban szereplő Kisvárdához igazolt.

### A válogatottban
Matić több korosztályos horvát válogatottban is szerepelt.

## Sikerei, díjai
Zágráb
- 2. HNL (1): 2013–14

 Rijeka
- 1. HNL (1): 2016–17
- Horvát kupa (1): 2016–17

 Kisvárda FC
- NB II bajnok (1): 2024–25

## Fordítás
Ez a szócikk részben vagy egészben  a   Bernardo Matić című angol Wikipédia-szócikk ezen változatának fordításán alapul.  Az eredeti cikk szerkesztőit annak laptörténete sorolja fel. Ez a jelzés csupán a megfogalmazás eredetét és a szerzői jogokat jelzi, nem szolgál a cikkben szereplő információk forrásmegjelöléseként.